# Saint-Clément-de-la-Place
 Saint-Clément-de-la-Place  es una población y comuna francesa, en la región de Países del Loira, departamento de Maine y Loira, en el distrito de Angers y cantón de Le Louroux-Béconnais.

## Demografía
| 984 | 904 | 901 | 1200 | 1320 | 1392 |
| Para los censos de 1962 a 1999 la población legal corresponde a la población sin duplicidades (Fuente: INSEE [Consultar]) |     |     |      |      |      |